# Lanchester Armoured Car
Samochód pancerny Lanchester ang. Lanchester Armoured Car – brytyjski samochód pancerny z okresu I wojny światowej

## Historia
Po wybuchu I wojny światowej dowództwo lotnictwa floty brytyjskiej, biorąc pod uwagę doświadczenia armii francuskiej i belgijskiej zamówiło w kilku firmach samochody pancerne w tym w firmie Lanchester Motor Company Limited. Firma ta wkrótce przedstawiła swój samochód pancerny oparty na samochodzie turystycznym Lanchester 40, który opancerzono i zamontowano wieżyczkę. Zamówiono serię tych samochodów, które następnie wysłano do Francji. Jednak już w 1915 roku wycofano je z służby w lotnictwie brytyjskim i zgromadzono w Wielkiej Brytanii. 
Wkrótce część z nich sprzedano do Belgii, a z pozostałych utworzono szwadron samochodów pancernych i skierowano do Rosji, gdzie początkowo brały udział w działaniach brytyjskich wojsk interwencyjnych, a następnie sprzedane zostały armii rosyjskiej. 

## Opis konstrukcji
Samochód pancerny Lanchester był zbudowano na niezmienionym podwoziu samochodu Lanchester 40. Nadwozie został pokryte blachą o grubości 8 mm, za kabiną kierowcy na dachu umieszczono wieżyczkę, w której zamontowano karabin maszynowy. 
Napęd stanowił silnik Lanchester o mocy 60 KM, 6-cylindrowy, rzędowy, chłodzony cieczą. 
Uzbrojenie składało się z karabiny maszynowego Vickers kal. 7,7 mm. 

## Użycie
Samochód pancerny Lanchester był używany w czasie I wojny światowej, początkowo we Francji i Belgii przez wojska brytyjskie, z uwagi na unifikację uzbrojenia armia brytyjska zrezygnowała z ich użycia. Zgromadzono je wtedy w Wielkiej Brytanii. Następnie sprzedano do Belgii i Rosji. 
W Rosji początkowo obsługiwali je żołnierze brytyjscy, a następnie rosyjscy. Walczyły one na wszystkich frontach, gdzie walczyły wojska rosyjskiej. Ostatni znany udział tych samochodów w walkach miał miejsce w czasie ofensywy rosyjskiej w Galicji w 1917 roku. 